# Leuchey
Leuchey település Franciaországban, Haute-Marne megyében. Lakosainak száma 72 fő (2022. január 1.). Leuchey Aujeurres, Baissey, Le Val-d’Esnoms, Saint-Broingt-les-Fosses és Villiers-lès-Aprey községekkel határos.

## Népesség
A település népességének változása:
| Lakosok száma | 83   | 53   | 57   | 80   | 87   | 86   | 82   | 78   | 73   | 72   |
|               | 1968 | 1990 | 2006 | 2011 | 2015 | 2016 | 2018 | 2019 | 2021 | 2022 |